# HD 17943
HD 17943，又名BD-10 569，SAO 130160、HR 859，是一颗恒星，视星等为6.32，位于銀經187.02，銀緯-56.35，其B1900.0坐标为赤經2h 47m 58s，赤緯-9° -56.35′ 8″。